# Джексон, Пичес
Шарло́тта «Пи́чес» Дже́ксон (англ. Charlotte «Peaches» Jackson; 9 октября 1913, Буффало, Нью-Йорк, США — 23 февраля 2002, Гонолулу, Гавайи, США) — американская актриса

, танцовщица

 и ресторатор.

## Биография и карьера
Шарлотта Джексон, позже взявшаяся имя Пичес для псевдонима, родилась 9 октября 1913 года в Буффало (штат Нью-Йорк, США) в семье актрисы Шарлотта Джексон (в девичестве Линч, 1891—1992) и её мужа Ифрема Пула Джексона (ум. в 1946). У Пичес было четверо братьев и сестёр, включая актрису Мэри Энн Джексон (1923—2003) и актёра Дики Джексона (1925—1993).
Начиная с 1917 года и до полного окончания кинокарьеры в 1939 году, Пичес сыграла в 35-ти фильмах. Её сестра, Мэри Энн Джексон, также стала актрисой ещё в раннем детстве и появилась во многих короткометражных фильмах «Пострелята» Хэла Роуча. Пичес (Шарлотта) перестала активно сниматься в 1925 году, а позже стала танцором в фильмах «Танцующая леди» (1933) и «Здорово жить» (1933).
6 апреля 1931 года Пичес вышла замуж за Джо Грасса, но вскоре их брак распался. В середине 1930-х годов Джексон познакомилась и вышла замуж за гавайца Тони Герреро. Она оставила шоу-бизнес после повторного замужества, чтобы работать в семейном ресторане. Позже пара переехала в Гонолулу и открыла там ресторан в самом центре пляжа Вайкики. Они назвали его «Тропики», и на протяжении многих лет он был очень популярным гавайским учреждением, пользовавшегося спросом у многих звёзд Голливуда. В конце концов он был переименован во «Всемирно знаменитые тропики в Вайкики», а в 1952 году пара отправилась в Париж, чтобы учиться в Кордоне Блеу, открыв второй ресторан по возвращении на Гавайи, «Тропики Ала Моана». Этот ресторан был столь же успешным, как и «Тропики». Тони умер в 1985 году, а Пичес в 2002 году, прожив долгую и счастливую жизнь вместе за пределами шоу-бизнеса.

## Избранная фильмография
| Год  |   | Русское название | Оригинальное название                                 | Роль                    |
| ---- | - | ---------------- | ----------------------------------------------------- | ----------------------- |
| 1921 | ф | С чёрного хода   | Through the Back Door                                 | Конрад                  |
| 1922 | ф | Папа-холостяк    | The Bachelor Daddy                                    | Нита                    |
| 1924 | ф | Отравленный рай  | Poisoned Paradise: The Forbidden Story of Monte Carlo | Марго ЛеБланк в детстве |
| 1927 | ф | Длинные штаны    | Long Pants                                            |                         |
| 1933 | ф | Танцующая леди   | Dancing Lady                                          |                         |
| 1939 | ф | Унесённые ветром | Gone with the Wind                                    |                         |